# Illuminata
Illuminata es una película de 1998, dirigida por John Turturro y escrita por Brandon Cole y Turturro, basado en la obra de Cole. La historia muestra el detrás de los escenarios de un teatro de Nueva York. John Turturro fue nominado al premio Palma de Oro en el Festival de Cannes del año 1998.

## Reparto
- John Turturro - Tuccio
- Katherine Borowitz - Rachel, la novia de Tuccio
- Beverly D'Angelo - Astergourd, la dueña del teatro
- Donal McCann - Pallenchio, el esposo de Astergourd
- Georgina Cates - Simone, una actriz
- Susan Sarandon - Celimene
- Christopher Walken - Umberto Bevalaqua, un crítico de teatro
- Ben Gazzara - Old Flavio, un actor
- Rufus Sewell - Dominique, un actor
- Bill Irwin - Marco
- Aida Turturro - Marta
- Rocco Sisto - Prince
- Matthew Sussman - Piero
- Leo Bassi - Beppo

## Recibimiento
Después de su lanzamiento, el crítico James Berardinelli escribió: «Como director, Turturro claramente no tiene mucho interés en lo mainstream (...) La película no es convencional, y por eso, podemos agradecer el coraje y la convicción de Turturro como director». La reseña de Andrew O'Hehir fue más enaltecedora aún: «Turturro ya es uno de los mejores actores y, con esta película como evidencia, parece ser un director de un impresionante registro, prodigiosa simpatía humana y potencial ilimitado». La influencia de sus raíces italianas se transmite claramente a la pantalla, para el crítico Edwin Jahiel «una singularidad de este trabajo es que su entero ambiente y contexto son tan abrumadoramente italianos o italianizados que algunos espectadores podrían ignorar las referencias a Nueva York y pensar que está ambientada en Italia».